# Bronto Somohardjo
Bronto Salam Gino Somohardjo (20 januari 1980) is een Surinaams ondernemer en politicus. Hij is sinds 2024 partijleider van de Pertjajah Luhur (PL). Van 2020 tot 2024 was hij minister van Binnenlandse Zaken in het kabinet-Santokhi. Sinds 2025 is hij lid van De Nationale Assemblée.

## Biografie
Somohardjo werd op 20 januari 1980 geboren in het Sint Vincentius Ziekenhuis in Paramaribo. Hij is een zoon van Paul Somohardjo, de leider van Pertjajah Luhur (PL). Rond 2007 bezat hij de Nederlandse nationaliteit.
Hij was in 2007 in het nieuws vanwege een stuk grond bij Matapica dat zijn zakenpartner in afzienbare tijd had verworven, terwijl andere ondernemers hier jarenlang en soms vergeefs op moesten wachten. Er werd toen een verband gelegd met zijn politieke banden, gezien zijn vader in die tijd assembléevoorzitter was en partijgenoot Michael Jong Tjien Fa de minister van Ruimtelijke Ordening, Grond- en Bosbeheer.
Bronto Somohardjo is zelf ook betrokken bij de PL, zoals bij de verhuizing van de partij in 2012 van de Gemenelandsweg naar de Mangrovestraat in Beekhuizen. Op die locatie is ook zijn bedrijf NV Trailblazers  gevestigd. Ook is hij eigenaar van de Pertjajah Media Group (PMG) die de uitzendingen van Pertjajah TV verzorgt. Hij organiseerde een car audio battle in aanloop naar de verkiezingen van 2015 als onderdeel van de promotiecampagne voor de PL.
In aanloop naar de verkiezingen van 2020 kwam hij openlijk in aanvaringen terecht met politieke opponenten. Een van hen, Clifton Limburg (Limbo), was de perschef van president Desi Bouterse en daarnaast radiohost van het NDP-programma Bakana Tori op de staatszender SRS. Over en weer werden persoonlijke aantijgingen gewisseld. Een andere opponent met wie hij openlijk de strijd aanging, was Raymond Sapoen, een ex-PL'er die was overgelopen naar de coalitie van Desi Bouterse en mede de HVB oprichtte.
Na de verkiezingen werd de PL een van de partijen in het nieuwe kabinet-Santokhi. Hierbij verkoos zijn vader als PL-leider (77) om het ministerschap aan zich voorbij te laten gaan en Bronto naar voren te schuiven. De kandidatuur door zijn vader werd met reserves ontvangen. Politicoloog Hans Breeveld noemde dit 'niet zo handig' en 'het riekt naar nepotisme'. Bronto Somohardjo nam de leiding van het ministerie van Binnenlandse Zaken op 17 juli 2020 over van Mike Noersalim (HVB). In oktober  2024 trad hij af en werd hij opgevolgd door Delano Landvreugd. Hij zei in januari 2025 een informele organisatie aangetroffen te hebben. "Er zijn nergens formele hoofden, geen onderhoofden, en opdrachten worden mondeling gegeven ... Het is één grote puinhoop," aldus de nieuwe minister.
Tijdens de verkiezingen van 2025 was hij lijsttrekker voor de PL en werd hij gekozen tot lid van De Nationale Assemblée.